# Корнелиус, Роберт
Ро́берт Хинние́зер Корне́лиус (англ. Robert Hinnieser Cornelius; 1 марта 1809, Филадельфия — 10 августа 1893, Франкфорд) — американский пионер фотографии, автор первого в истории реалистического снимка человека (одновременно — первого в истории автофотопортрета).

## Биография
Родился в семье состоятельного голландского эмигранта Христиана Корнелиуса (нидерл. Christian Cornelius), поселившегося в Филадельфии в 1783 году. Учился в частной школе, где проявил особенный интерес к химии. В 1831 году начал работать в отцовской мастерской по изготовлению ламп и канделябров. Специализировался на серебрении и полировке металлов; приобрёл репутацию умелого мастера-серебрильщика. В 1839 году американский изобретатель Джозеф Сэкстон обратился к Корнелиусу с заказом на посеребрённую пластину для дагеротипа Центральной средней школы в Филадельфии — первого фотоснимка, сделанного на территории США. Встреча с Сэкстоном зародила в Корнелиусе интерес к фотографии.
При поддержке химика Пола Бека Годдарда (англ. Paul Beck Goddard), установившего, что воздействие пара́ми брома на сенсибилизированную иодом посеребрённую дагеротипическую пластину позволяет сократить время выдержки до минуты, Корнелиус попытался усовершенствовать изобретение Луи Дагера. Дагеротипический автопортрет, полученный Корнелиусом не позднее октября 1839 года, стал первым в истории отчётливым фотопортретом человека.
С 1839 по 1843 год Корнелиус одним из первых в США открыл два частных фотоателье, но уже к 1843 году — вероятно, из-за того, что популярность фотоискусства росла и количество фотостудий быстро увеличивалось — утратил интерес к фотографии, сосредоточившись на делах семейного предприятия по производству и продаже газовых фонарей и светильников.
- Портрет Эллиотта Крессона. Дагеротип, 1840
- Филадельфия, угол 8-й улицы и Маркет-стрит. Дагеротип, 1840
- Портрет Чарльза Джона Биддла. Дагеротип, около 1840

## Комментарии
1. ↑  Исторически первый снимок — изображение размытых из-за десятиминутной выдержки фигур чистильщика обуви и его клиента на парижском бульваре дю Тампль — был получен Луи Дагером весной 1838 года.